# Ортега, Штефан
Ште́фан Орте́га Море́но (исп. Stefan Ortega Moreno; род. 6 ноября 1992, Хофгайсмар, Кассель) — немецкий футболист, вратарь английского клуба «Манчестер Сити» и сборной Германии.

## Клубная карьера
Воспитанник клубов «Арминия Билефельд», «Гессен» и «Баунталь». В сезоне 2010/2011, сыграл 6 матчей за вторую команду «Арминии» в Региональной лиге. За основную команду, дебютировал 1 октября 2011 года, в матче против «Хайденхайма». Несмотря на неудачные матчи, после выхода в Бундеслигу 2 «Арминия» продлила с вратарём контракт на три года.
В июне 2014 года на правах свободного агента подписал контракт с «Мюнхен 1860». В составе клуба дебютировал в 1-м раунде Кубка Германии 2014/2015 против клуба «Хольштайн Киль». После ухода Габора Кирая в английский «Фулхэм» стал основным вратарём команды.
По окончании сезона 2016/17 вернулся в «Арминию Билефельд», подписав контракт на три года. В январе 2020 года, продлил соглашения с клубом до июня 2022 года, несмотря на интерес со стороны «Байера 04». В июне 2022 года не стал продлевать контракт с клубом после вылета во второй дивизион.
1 июля 2022 года на правах свободного агента перешёл в «Манчестер Сити», подписав контракт на три года.

## Карьера в сборной
В 2010 году получил вызов в сборную Германии до 19 лет, но не сыграл за команду ни одного матча. 21 мая 2021 года был вызван в национальную сборную Германии, на случай если кто из основных вратарей получит травму.

## Достижения
«Арминия»
- Победитель Второй Бундеслиги: 2019/20

«Манчестер Сити»
- Чемпион Англии: 2022/23
- Обладатель Кубка Англии: 2022/23
- Обладатель Суперкубка Англии: 2024
- Победитель Лиги чемпионов УЕФА: 2022/23
- Обладатель Суперкубка УЕФА: 2023
- Победитель Клубного чемпионата мира: 2023